# Anaciaeschna moluccana
Anaciaeschna moluccana – gatunek ważki z rodziny żagnicowatych (Aeshnidae).